# Xenocalliphora antipodea
Xenocalliphora antipodea är en tvåvingeart som först beskrevs av Frederick Wollaston Hutton 1902.  Xenocalliphora antipodea ingår i släktet Xenocalliphora och familjen spyflugor. Inga underarter finns listade i Catalogue of Life.